# Can Moragues (Abrera)
Can Moragues és una obra d'Abrera (Baix Llobregat) inclosa a l'Inventari del Patrimoni Arquitectònic de Catalunya.

## Descripció
Casa de camp orientada cap a migdia feta amb tàpia emblanquinada estructurada en planta baixa i pis. Està coberta a dues aigües amb teula àrab. Té un cos central, que es perllonga cap a la dreta en un petit magatzem amb terrat; a l'esquerra hi ha un cos perpendicular adossat, també de dues alçades. El nucli central té dues portes d'accés amb arc de mig punt de pedra adovellats. Al costat d'una d'elles hi ha un rellotge de sol.